# Sarlak
Sarlak (persiska: سرلک) är en ort i Iran.   Den ligger i provinsen Lorestan, i den centrala delen av landet, 300 km sydväst om huvudstaden Teheran. Sarlak ligger 1 711 meter över havet och antalet invånare är 111.
Terrängen runt Sarlak är bergig söderut, men norrut är den kuperad. Sarlak ligger nere i en dal.Runt Sarlak är det ganska glesbefolkat, med 29 invånare per kvadratkilometer. Närmaste större samhälle är Pīr Emām, 4,1 km sydväst om Sarlak. Trakten runt Sarlak består i huvudsak av gräsmarker.